# مراد ناجی

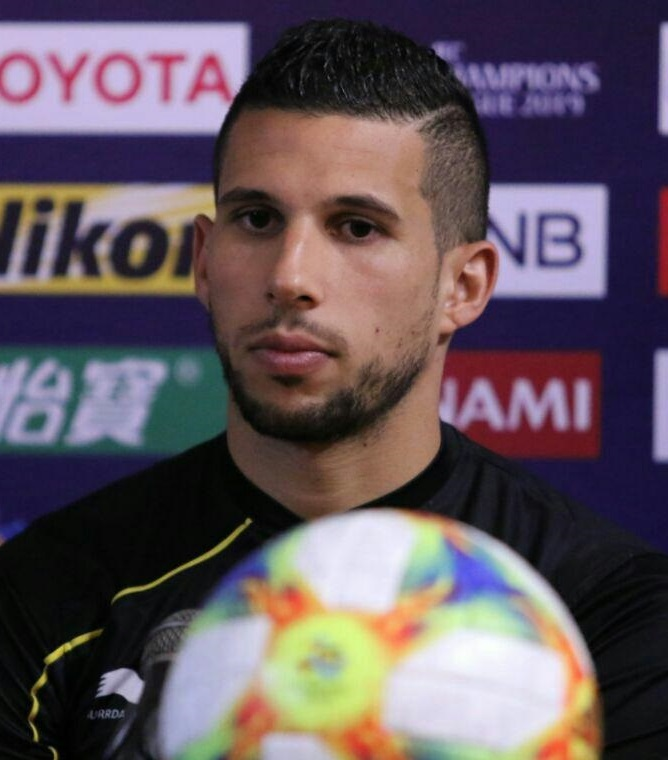
مراد ناجی حسین در سال ۲۰۱۹

مراد ناجی حسین (انگلیسی: Murad Naji Hussein؛ زاده ۱۲ ژوئن ۱۹۹۱) یک بازیکن فوتبال اهل قطر است.

## باشگاهی
از باشگاه‌هایی که سابقه بازی دارد میتوان به الریان ارشاه نمود.